# 루소포니아 경기 대회
루소포니아 경기대회(포르투갈어: Jogos da Lusofonia, Lusophonia Games)는 포르투갈어권 올림픽 위원회 연합(ACOLOP, Associação dos Comités Olímpicos de Língua Oficial Portuguesa)에서 조직한 국제 종합 스포츠 경기대회이다. 이 대회는 4년마다 개최되며, 포르투갈어를 사용하는 국가나 지역의 선수들이 육상, 축구, 태권도 등의 스포츠 부문에서 경쟁을 한다.
루소포니아 경기대회의 설립 회원국은 포르투갈, 브라질, 앙골라, 카보베르데, 동티모르, 기니비사우, 마카오, 모잠비크, 상투메 프린시페 9개국이고, 준회원국은 적도 기니, 인도, 스리랑카 3개국이다.
가나, 갈리시아(스페인), 플로레스(인도네시아)에서도 대회참가 의사를 피력하였다. 모리셔스, 모로코, 세네갈도 대회참가를 타진하고 있다.
루소포니아 경기대회는 동일 언어권 국가들이 참가하는 대회로서 코먼웰스 게임(Commonwealth Games)이나 프랑코포니 경기 대회(Francophone Games)와 개념적으로 유사한 대회이다.

## 역대 개최지
제1회 대회는 2006년 마카오에서, 제2회 대회는 포르투갈 리스본에서 개최되었다.
| 년도   | 회  | 일자                 | 개최 도시       | 선수 (국가/지역) |
| ------ | --- | -------------------- | --------------- | ---------------- |
| 2006년 | I   | 10월 7일 ~ 10월 15일 | 마카오          | 733명 (11개국)   |
| 2009년 | II  | 7월 11일 ~ 7월 19일  | 포르투갈 리스본 | 1,300명 (12개국) |
| 2014년 | III | 1월 18일 ~ 1월 29일  | 인도 고아       | 7,000명 (12개국) |
| 2017년 | IV  | 취소됨               | 모잠비크 마푸투 | 취소됨           |

## 창립 대회 (제1회 대회)

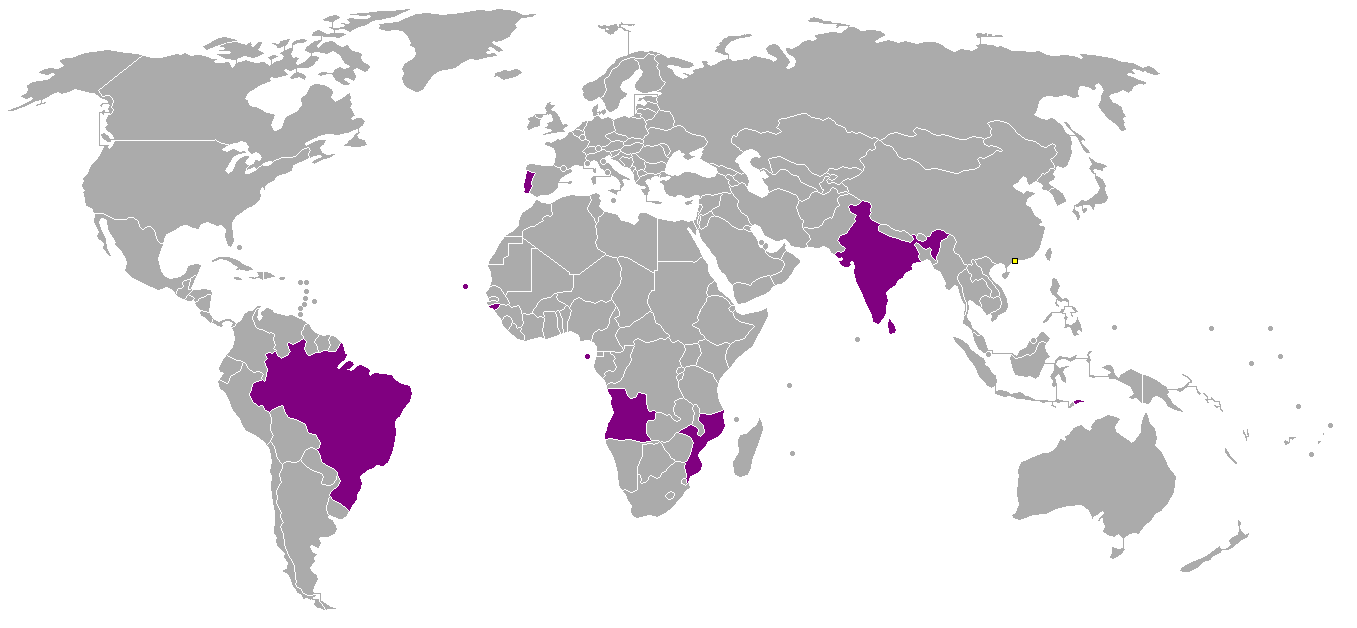
제1회 루소포니아 경기대회의 참가국(자주색)과 개최도시(노란색)

창립 대회인 제1회 대회는 마카오에서 2006년 10월 7일에서 15일까지 9일간 개최되었다. 총 11개국에서 733명의 선수들이 참가하였다. 적도 기니는 선수를 파견하기로 하였으나 끝내 파견하지 않았다. (적도 기니는 2회 대회부터는 선수를 파견하였다.)
총 8개 종목에서 총 48개 금메달을 놓고 경쟁하였다. 8개 종목은 육상, 농구, 비치 발리볼, 축구, 풋살, 탁구, 태권도, 배구로 구성되었다. 포르투갈과 브라질이 획득한 메달의 수는 전체 메달의 85%에 달했으며, 참가한 모든 회원국들은 최소 1개 이상의 메달을 획득하였다.

## 대회 참석 국가/지역
- 앙골라 (Angola)
- 브라질 (Brazil)
- 카보베르데 (Cape Verde)
- 동티모르 (East Timor)
- 기니비사우 (Guinea-Bissau)
- 마카오 (Macau)
- 모잠비크 (Mozambique)
- 포르투갈 (Portugal)
- 상투메 프린시페 (São Tomé and Príncipe)
- 인도 (India)
- 스리랑카 (Sri Lanka)
- 적도 기니 (Equatorial Guinea)

## 경기 종목
지금까지 정식 종목에 대한 규정은 없다. 비록 1회 대회에서 채택된 종목들은 ACOLOP 회원국들이 총회에서 많은 토의가 있었으나 '핵심종목'과 '선택종목'에 대한 원칙은 아직 없는 상황이다.
2009년 루소포니아 경기대회의 조직 위원장 José Vicente de Moura 씨는 4~5개의 핵심종목과 개최국 자율선택으로 3~4개 종목으로 최대 9개종목으로 시행할 가능성을 언급하였다. 추가 후보종목인 배드민턴, 카누, 유도, 수영, 롤러 하키 가운데, 2007년 11월 12일 포르투갈, 리스본에서 개최된 포르투갈어권 올림픽 위원회 총회(ACOLOP)에서, 유도를 2회 대회부터, 9번째 공식종목으로 추가하기로 합의하였다. 태권도는 1회 대회에서는 남자 부문만 시행하였으나, 2회 대회부터 남녀 부문 모두 시행한다.
대회의 공식 종목은 아래와 같다. (괄호안의 숫자는 시행년도이다.)
- 육상 (2006)
- 장애인 육상 (2009)
- 비치 발리볼 (2006)
- 농구 (2006)
- 축구 (남자: 2006)
- 풋살 (남자: 2006)
- 태권도 (남자: 2006, 여자: 2009)
- 탁구 (2006)
- 배구 (2006)
- 유도 (2009)

## 같이 보기
- 코먼웰스 게임
- 프랑코포니 경기 대회
- 포르투갈어 사용국 공동체